# Proechimys decumanus
Proechimys decumanus (тихоокеанський щетинець) — вид гризунів родини щетинцевих, який зустрічається в тихоокеанський низовинних сухих тропічних лісах південнозахідного Еквадору і північнозахідного Перу. Висотної діапазон проживання в Еквадорі від 5 до 800 м над рівнем моря. Каріотип: 2n=30, FN=54.

## Етимологія
Назва походить від лат. Decuma — «десятий, десята частина» і лат. anus — «анус». У описі таксона пояснення назві не було подане.

## Морфологія
Морфометрія. Довжина голови й тіла: 161–245, довжина хвоста: 105–162, довжина задньої стопи: 34–55 мм, довжина вуха: 22–30 мм, маса: 120–450 грамів.
Опис. У цих щурів велике і струнке тіло. Голова довга й вузька. Очі великі, темно-коричневі. Вуха голі або з небагатьма розкиданими короткими волосками, від темно-сірого до коричневого кольору, середнього розміру, піднятими виступають над маківкою. Вібриси довгі, деякі сягають вух і плечей. Спинне хутро жорстке і щетинисте, щетини помітніші на середині спини, колір від світло-коричневого до жовтувато-коричневого, більш бліде і сірувате з боків і, як правило з вкрапленнями темного волосся. Середня лінія спини, як правило, чорна. Боки, як правило, більш бліді, від сіро-коричневого до жовтувато-коричневого кольору. Черевна область має колір від біло-жовтого до кремового. Хвіст на вигляд голий, але насправді тонко вкритий волоссям, малим, тонким і розсіяним, яке дозволяє бачити поверхню хвоста. Хвіст чітко двоколірний, жовтувато-кремовий з черевного боку, темно-коричневий на спинному боці. Хвіст короткий, 65–75% довжини голови й тіла. Ноги кремезні, середньої довжини, з короткими пальцями і довгими, товстими кігтями.

## Поведінка
Веде нічний, наземний і самітній спосіб життя. Їсть насіння і плоди. Коли їжа в достатку, може зберігати в своєму помешканні запаси з пальмових горіхів та твердих фруктів. У меншій мірі харчується грибами, ніжним листям і, можливо, комахами. День проводить у притулку в порожнинах стовбура, в отворах в землі або серед густої рослинності. Мабуть, не має вираженого піку розмноження, тому самки можуть народити в будь-який час року.

## Загрози та охорона
Серйозною загрозою для цього виду є знелісення особливо в південній частині його ареалу, введення в екосистему кіз викликає руйнування низької рослинності, що веде до ерозії. Напевно, залишилося лише 20% середовища проживання цих щурів.